# Richtbank

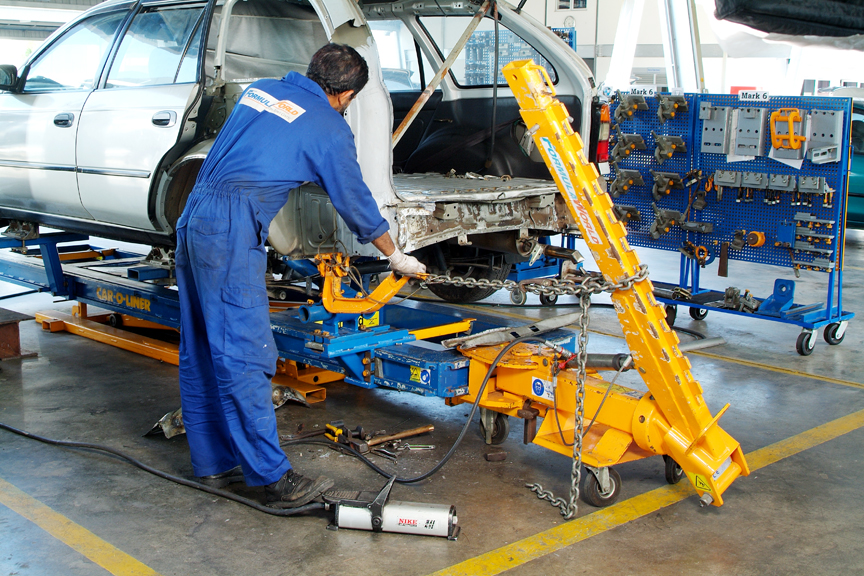
Auto op een richtbank

Een richtbank is een apparaat dat in een garage gebruikt wordt om auto's te 'richten'.
Met een richtbank kan een auto na een ongeval worden rechtgetrokken. Hiertoe wordt het voertuig verankerd aan een onderstel, traditioneel met vier klemmen ('lasnaadklemmen') op de hoeken, waarna het te ontdeuken plaatwerk van de auto (met kettingen aan trekarmen) naar buiten wordt getrokken, net zolang totdat de afstanden tussen bepaalde handmatig of elektronisch gemeten controlepunten op het voertuig overeenkomen met de fabrieksspecificaties.